# Université de Saint-Louis
Pour les articles homonymes, voir Université du Missouri.
Ne doit pas être confondu avec Université Saint-Louis - Bruxelles ou Université Gaston-Berger.
L'université de Saint-Louis est une université américaine de langue anglaise située à Saint-Louis (Missouri). Fondée en 1818 par des missionnaires jésuites français l'institution académique est la plus ancienne université à l'ouest de la rivière Mississippi et fait partie des 28 institutions de L'Association des universités Jésuites.

## Historique
L'université de Saint-Louis fut fondée le 16 novembre 1818 par Louis Guillaume Valentin Dubourg, évêque de la Louisiane et des Deux Florides, sous l'autorité du Père François Niel et des autres membres du clergé de la cathédrale de Saint Louis.

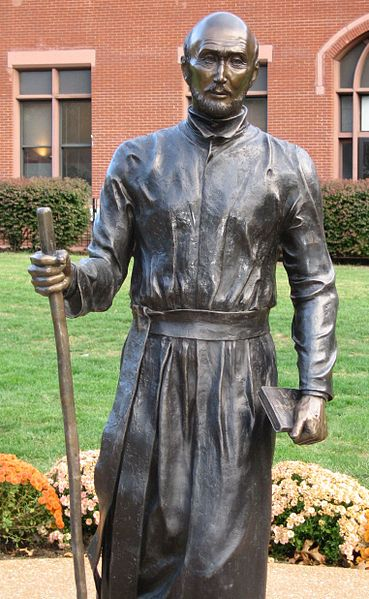
Statue de saint Ignace à l'université de Saint-Louis
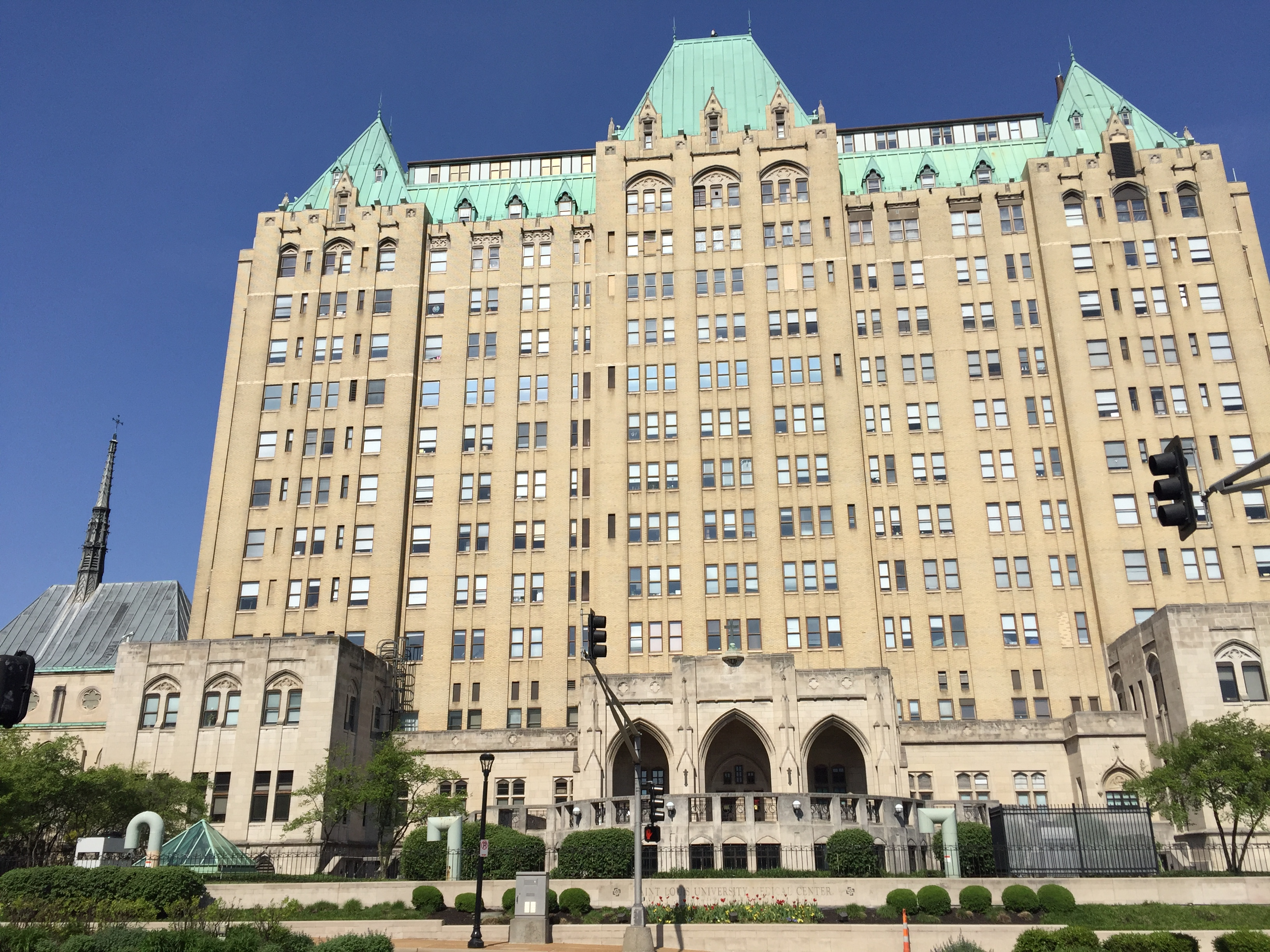
Hôpital de l'université
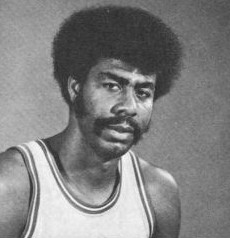
Gene Moore (en)

## Sport
L'université dispose de sa propre équipe omnisports, les Billikens de Saint-Louis.
L'équipe de soccer du club joue ses matchs à domicile au Hermann Stadium, situé sur le campus de l'université.

## Structures
- Department of Biology : Saint Louis University College of Arts and[1]...
- Engineering, Aviation and Technology : Saint Louis University[2]...
- Département of Mathematics and Computer Science University of Saint-Louis The Department of Mathematics and Computer Science partagé en :
  - Department of Mathematics and Statistic[3]
  - Department of Computer Science[4]